# Lohre (Felsberg)
Lohre ist einer von 16 Stadtteilen der Stadt Felsberg im nordhessischen Schwalm-Eder-Kreis. Der Ort befindet sich in ca. vier Kilometern Entfernung zur Kernstadt.

## Geschichte
Im Jahr 1123 erfolgte die älteste bekannte urkundliche Erwähnung mit dem Namen Lare, in einer Urkunde des Klosters Hasungen. Allerdings leiten Historiker aus der Deutung des Namens ab, dass Lohre zur ältesten deutschen Siedlungsgeschichte gehört und bereits um 400 n. Chr. gegründet wurde. Im Felsberger Salbuch von 1555 wird der Ort als Lhoer und 1585 als Lora erwähnt.
1430 erhielt Reinhard von Dalwigk, nach dem Tod von Otto Hund aus Holzhausen, das heimgefallene Dorf von den hessischen Landgrafen zu Lehen.
Zum 1. Februar 1971 fusionierten im Zuge der Gebietsreform in Hessen die bis dahin selbständigen Gemeinden Lohre und Böddiger mit der Stadt Felsberg freiwillig zur erweiterten Stadt Felsberg.
Für Lohre wurde, wie für alle eingegliederten ehemals eigenständigen Gemeinden von Felsberg, ein Ortsbezirk  mit Ortsbeirat und Ortsvorsteher nach der Hessischen Gemeindeordnung gebildet.

## Bevölkerung
Einwohnerstruktur 2011
Nach den Erhebungen des Zensus 2011 lebten am Stichtag, dem 9. Mai 2011, in Lohre 360 Einwohner. Darunter waren 6 (1,7 %) Ausländer.
Nach dem Lebensalter waren 45 Einwohner unter 18 Jahren, 144 zwischen 18 und 49, 105 zwischen 50 und 64 und 69 Einwohner waren älter.
Die Einwohner lebten in 153 Haushalten. Davon waren 42 Singlehaushalte, 48 Paare ohne Kinder und 48 Paare mit Kindern, sowie 12 Alleinerziehende und 3 Wohngemeinschaften. In 27 Haushalten lebten ausschließlich Senioren und in 105 Haushaltungen lebten keine Senioren.
Einwohnerentwicklung
- 1585: 19 Haushaltungen[2]
- 1747: 29 Haushaltungen[2]

| Lohre: Einwohnerzahlen von 1834 bis 2020 | Lohre: Einwohnerzahlen von 1834 bis 2020 | Lohre: Einwohnerzahlen von 1834 bis 2020 | Lohre: Einwohnerzahlen von 1834 bis 2020 | Lohre: Einwohnerzahlen von 1834 bis 2020 |
| --- | ---------------------------------------- | ---------------------------------------- | ---------------------------------------- | ---------------------------------------- |
| Jahr |                                          |                                          |                                          | Einwohner                                |
| 1834 | 1834                                     |                                          | 285                                      | 285                                      |
| 1840 | 1840                                     |                                          | 277                                      | 277                                      |
| 1846 | 1846                                     |                                          | 273                                      | 273                                      |
| 1852 | 1852                                     |                                          | 299                                      | 299                                      |
| 1858 | 1858                                     |                                          | 300                                      | 300                                      |
| 1864 | 1864                                     |                                          | 289                                      | 289                                      |
| 1871 | 1871                                     |                                          | 286                                      | 286                                      |
| 1875 | 1875                                     |                                          | 286                                      | 286                                      |
| 1885 | 1885                                     |                                          | 317                                      | 317                                      |
| 1895 | 1895                                     |                                          | 297                                      | 297                                      |
| 1905 | 1905                                     |                                          | 297                                      | 297                                      |
| 1910 | 1910                                     |                                          | 287                                      | 287                                      |
| 1925 | 1925                                     |                                          | 272                                      | 272                                      |
| 1939 | 1939                                     |                                          | 261                                      | 261                                      |
| 1946 | 1946                                     |                                          | 509                                      | 509                                      |
| 1950 | 1950                                     |                                          | 467                                      | 467                                      |
| 1956 | 1956                                     |                                          | 391                                      | 391                                      |
| 1961 | 1961                                     |                                          | 334                                      | 334                                      |
| 1967 | 1967                                     |                                          | 352                                      | 352                                      |
| 1980 | 1980                                     |                                          | ?                                        | ?                                        |
| 1990 | 1990                                     |                                          | ?                                        | ?                                        |
| 2000 | 2000                                     |                                          | ?                                        | ?                                        |
| 2007 | 2007                                     |                                          | 385                                      | 385                                      |
| 2011 | 2011                                     |                                          | 360                                      | 360                                      |
| 2014 | 2014                                     |                                          | 378                                      | 378                                      |
| 2020 | 2020                                     |                                          | 381                                      | 381                                      |
| Datenquelle: Historisches Gemeindeverzeichnis für Hessen: Die Bevölkerung der Gemeinden 1834 bis 1967. Wiesbaden: Hessisches Statistisches Landesamt, 1968. Weitere Quellen: Stadt Felsberg:; Zensus 2011 |                                          |                                          |                                          |                                          |

Historische Religionszugehörigkeit
| • 1885: | 317 evangelische (= 100 %) Einwohner                               |
| • 1961: | 294 evangelische (= 88,02 %), 38 katholische (= 11,38 %) Einwohner |

## Politik
Für Lohre besteht ein Ortsbezirk (Gebiete der ehemaligen Gemeinde Lohre  mit Ortsbeirat und Ortsvorsteher) nach der Hessischen Gemeindeordnung.
Der Ortsbeirat besteht aus fünf Mitgliedern. Bei den Kommunalwahlen in Hessen 2021 betrug die Wahlbeteiligung zum Ortsbeirat 61,33 %. Alle Kandidaten gehörten der „Wählergemeinschaft Lohre“ an. Der Ortsbeirat wählte Rüdiger Strack zum Ortsvorsteher.

## Kirche
Chronik

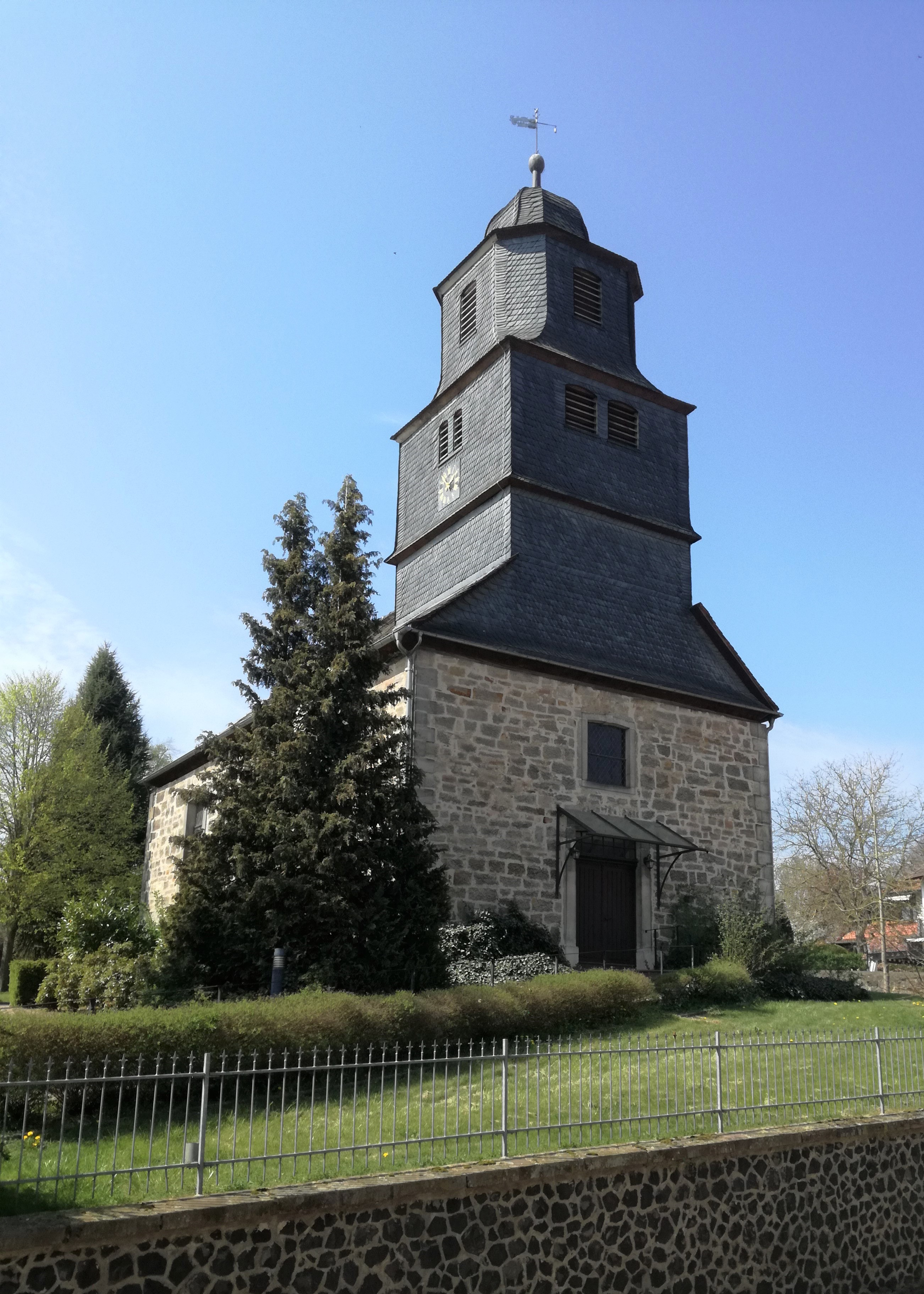
Kirche in Lohre

1323 wurden erstmals eine Saalkirche und ein rector ecclesiae urkundlich erwähnt. Die heutige Kirche wurde als schlichter Saalbau 1787 anstelle einer viel älteren Kirche erbaut. Zwei buntverglaste Chorfenster zeigen die Apostel Petrus und Paulus. Lohre gehört heute zur Evangelischen Kirchengemeinde Niedermöllrich im Kirchenkreis Fritzlar-Homberg.
Orgel
Die Orgel stammt aus dem Jahr 1795 und wurde von dem Kasseler Hoforgelbaumeister Georg Peter Wilhelm gebaut, wie sich aus einer Inschrift auf der Rückseite der Notenpultfüllung ergibt. Das Instrument blieb im Laufe der Zeit weitgehend unangetastet und ist daher in großen Teilen original erhalten.
1843 wurde die Disposition von dem Orgelbauer Friedrich Bechstein (Rotenburg/Fulda) geringfügig geändert und das ursprünglich angehängte Pedal durch eine selbständige Pedalklaviatur mit zwei Registern ersetzt. Im Jahre 1923 erhielt die Orgel ihr erstes elektrisches Gebläse, lässt sich aber weiterhin mittels der beiden Bälge von Hand mit Luft versorgen. 1990–1991 restaurierte der Orgelbauer Hans Peter Mebold (Siegen-Breitenbach) das Instrument und besetzte eine der beiden ursprünglichen Vakantschleifen mit einer Sesquialtera. Der Spielschrank befindet sich in der Originalfront. Das Schleifladen-Instrument hat 10 Register auf einem Manual. Ein Manualregister ist vakant. Die Spiel- und Registertrakturen sind mechanisch.
Disposition
| Manual C–e3       |    |
| Hohlflöte         | 8′ |
| Gedackt           | 8′ |
| Viola di Gamba    | 8′ |
| Prinzipal         | 4′ |
| Flöte             | 4′ |
| Octav             | 2′ |
| Sesquialter 2fach |    |
| Mixtur 3fach      | 1′ |

| Pedal C–c |     |
| Subbaß    | 16′ |
| Oktavbaß  | 08′ |

- Koppel: I / P